# The Doors (film)
The Doors è un film biografico del 1991 diretto da Oliver Stone, incentrato sulla vita di Jim Morrison, girato a vent'anni dalla morte del leader dei Doors.
Il film è arrivato sugli schermi italiani il 27 settembre del 1991.

## Trama
Alla facoltà di cinematografia dell'Università della California di Los Angeles, Jim Morrison abbandona il corso perché ripudiato dai colleghi e si dedica alla musica insieme alla vecchia conoscenza Ray Manzarek, con cui fonda la rock band dei Doors, così chiamata dallo stesso Morrison in riferimento all'opera Le porte della percezione (The Doors of Perception) di Aldous Huxley. Inoltre coltiva l'interesse per una giovane ragazza, Pam. Jim, sciamano improvvisato dall'uso delle droghe e dalla passione multiculturale per l'esoterismo, spinge la sua ragazza e la band nel deserto, dove, avendo assunto mescalina, hanno una serie di visioni collettive.
Mentre eseguono una performance nel pub dove erano soliti esibirsi, il Whisky a Go Go, Morrison inserisce il passo edipico della sua canzone, The End, dove urla di voler avere un incesto con la madre. La band viene licenziata la sera stessa, ma ad attenderli fuori dal pub ci sono i rappresentanti di un'etichetta discografica che portano il gruppo al loro primo album studio.
Durante uno show televisivo, nella performance di Light My Fire, Jim si rifiuta di censurare un verso, ma questo non basta a fermare l'ascesa dei Doors, il cui successo, al cui centro ruota Morrison, trascina sempre più quest'ultimo nel baratro dell'alcool e delle droghe, nonché della lascivia. In un party il cantante incontra un eccentrico Andy Warhol e l'attore Tom Baker. Il cantante però non è accompagnato dai compagni di band, che non si trovano a proprio agio alla serata e alla fine della serata cede alla avances di Nico. Successivamente alla pubblicazione della sua raccolta di versi, An American Prayer, questi incontra in un'intervista una giovane giornalista, Patricia, dedita al culto del femminino sacro, con la quale intraprende una tormentata relazione amorosa, influenzata da droghe e riti pagani.
Sempre più consumato dall'alcool e dalle due stressanti relazioni, Jim viene sorpreso da un poliziotto dietro le quinte del suo concerto a New Haven, poco prima di esibirsi, mentre, parlando con Patricia, scopre che questa sa della sua famiglia, ancora viva nonostante le bugie di lui. Il poliziotto, scambiandoli per degli intrusi, spruzza dello spray urticante in faccia a Jim, che racconta questo evento, in tono critico, davanti a tutta la platea di spettatori, venendo arrestato. A un pranzo dove sono presenti i Doors, Pam e Baker, nonché vari amici di Jim, Pam incontra Patricia e la doppia relazione del cantante salta fuori in maniera rovinosa per lui. In un concerto a San Francisco Morrison è colto da svariate visioni e successivamente tenta di uccidere Pam bruciandola viva in un armadio, senza riuscirci.
Nel frattempo, la registrazione del nuovo album, The Soft Parade, è ostacolata dall'ubriachezza quasi costante di Jim, impossibilitato a cantare e in contrasto con i rappresentanti dell'etichetta per questo. L'album viene giudicato un flop ed a Miami, in concerto, dopo essersi drogato ed aver convinto il chitarrista Robby Krieger a fare altrettanto, Jim provoca il pubblico a suon di insulti, mentre si lascia intuire che possa aver mostrato i genitali in pubblico.
Il processo contro cui Morrison va incontro lo condanna infine per blasfemia e la sua relazione con Patricia va in crisi, poiché egli non rispetta il matrimonio con rito pagano che aveva stipulato con lei. Terminata la registrazione delle sue poesie, Jim decide di trasferirsi a Parigi dopo la registrazione di L.A. Woman, dove muore nella vasca da bagno di casa sua nel 1971.

## Produzione
La pellicola, costata 20 milioni di dollari, è stata prodotta da Carolco, ed è basata sul libro Riders on the Storm. Diversi attori, tra cui Tom Cruise, John Travolta e Richard Gere, furono presi in considerazione per il ruolo di Morrison quando il progetto era ancora in fase di sviluppo negli anni '80, ma alla fine fu scelto Val Kilmer per la sua indescrivibile somiglianza al vero Morrison. Mentre per il ruolo di Pamela fu presa in considerazione Patricia Arquette, ma infine fu scelta Meg Ryan. 
Nella colonna sonora del film, oltre alle canzoni originali dei The Doors, alcuni dei brani sono stati reinterpretati dallo stesso protagonista Val Kilmer.

## Critica italiana
Irene Bignardi de la Repubblica afferma che il film «lascia l'amaro in bocca», in particolare a causa della «goffissima» ricostruzione dei rapporti privati, che «rischia di seppellire una leggenda nel ridicolo». Giovanni Grazzini de L'Indipendente apprezza gli interpreti, ma evidenzia come limiti del film gli «insulti e sconcezze» presenti nel linguaggio, e la sua «eccessiva durata».

## Riconoscimenti
- 1 nomination al Moscow International Film Festival del 1991
- 1 nomination al MTV Movie Awards 1992

## Colonna sonora
La colonna sonora del film è stata pubblicata dall'etichetta Elektra nel 1991.

### Tracce
1. The Movie – 1:06
2. Riders on the Storm – 7:01
3. Love Street – 2:48
4. Break on Through (To the Other Side) – 2:26
5. The End – 11:42
6. Light My Fire – 7:06
7. Ghost Song – 2:55
8. Roadhouse Blues (Live) – 5:20
9. Heroin (The Velvet Underground) – 7:08
10. Carmina Burana (Orff) – 2:32
11. Stoned Immaculate – 1:34
12. When the Music's Over – 10:56
13. The Severed Garden – 2:11
14. L.A. Woman – 7:49

Inoltre nel film son presenti Venus in Furs dei The Velvet Underground e O Fortuna, poema che fa parte dei Carmina Burana, cantata scenica composta da Carl Orff.

## Controversie
- Secondo Ray Manzarek, nonostante egli avesse trascorso con il regista Stone due interi giorni nei quali il musicista gli aveva raccontato anche del lato poetico e spiritoso di Morrison, Stone non ne tenne conto in alcun modo nel film, dal quale emerge un ritratto di Morrison solo come "un pazzo e un ubriacone", senza tener conto del grande umorismo e dell'ironia del vero Jim Morrison.[5].
- Altre polemiche furono legate alla presunta inaccuratezza storica degli avvenimenti narrati nella pellicola, basati per la maggior parte su persone e fatti reali, ma ampiamente filtrati dalla visione romanzata dei fatti e dei personaggi di Stone. Per esempio, quando a Morrison viene richiesto di modificare il testo di Light My Fire per l'apparizione a The Ed Sullivan Show, egli è mostrato rifiutare provocatoriamente la richiesta, ed anzi enfatizzare il verso incriminato urlando nella telecamera la parola "higher", quando invece nella realtà, nonostante non avesse cambiato il testo, cantò il brano normalmente senza particolari sottolineature polemiche.[6]
- In una scena Jim e Patricia Kennealy sono mostrati mentre parlano nei locali docce del palazzetto di New Haven, in Connecticut. Ma la Kennealy non si trovava lì all'epoca dei fatti, ed inoltre nel dialogo tra i due personaggi viene affermato che Jim abbia frequentato la University of Florida, quando in realtà Morrison frequentò la Florida State University.
- Nel film Morrison chiude in un armadio la Courson e le dà fuoco: si tratta di un episodio mai accaduto nella realtà. Nessuna delle numerose biografie del cantante o del gruppo cita l'avvenimento in questione.[7]
- Benché Krieger, Densmore e Patricia Kennealy siano stati accreditati come consulenti tecnici per il film, i tre affermarono che spesso Stone ignorava i loro resoconti, privilegiando la sua visione della storia.